# Матарауа
Матарауа (рум. Mataraua) — село у повіті Келераш в Румунії. Входить до складу комуни Белчугателе.
Село розташоване на відстані 31 км на північний схід від Бухареста, 79 км на північний захід від Келераші, 139 км на південний схід від Брашова.

## Населення
За даними перепису населення 2002 року у селі проживали 84 особи, усі — румуни. Усі жителі села рідною мовою назвали румунську.